# Incitation citoyenne
L'incitation citoyenne est ce qui pousse ou détermine un citoyen à faire quelque chose de favorable à son pays sur le plan à la fois environnemental, social et économique, sans nuire pour autant aux personnes de citoyenneté autre que la sienne.

## Référence
Wiktionnaire